# Enomoto Itsuki
Enomoto Itsuki (sinh ngày 4 tháng 6 năm 2000) là một cầu thủ bóng đá người Nhật Bản.

## Sự nghiệp câu lạc bộ
Enomoto Itsuki hiện đang chơi cho Matsumoto Yamaga FC.